# Azenia
Azenia is een geslacht van vlinders van de familie uilen (Noctuidae), uit de onderfamilie Acronictinae.

## Soorten
- Azenia aprepia Dognin, 1916
- Azenia edentata (Grote, 1883)
- Azenia implora Grote, 1882
- Azenia obtusa (Herrich-Schäffer, 1854)
- Azenia perflava (Harvey, 1875)
- Azenia procida (Druce, 1889)
- Azenia templetonae Clarke, 1937
- Azenia virida (Barnes & McDunnough, 1916)